# Luperogala
Luperogala is een geslacht van kevers uit de familie bladkevers (Chrysomelidae).
De wetenschappelijke naam van het geslacht werd in 1989 gepubliceerd door Medvedev & Samoderzhenkov.

## Soorten
- Luperogala mirabilis Medvedev & Samoderzhenkov, 1989
- Luperogala paradoxa Medvedev & Samoderzhenkov, 1989